# Izumizaki
Izumizaki (jap. 泉崎村 Izumizaki-mura) – wieś w Japonii, na wyspie Honsiu, w prefekturze Fukushima. Według danych na rok 2020 miejscowość zamieszkiwało 6 213 mieszkańców , a gęstość zaludnienia wyniosła 175,4 os./km².